# Nemesis (operativsystem)
Denna artikel handlar om operativsystemet. För andra betydelser av Nemesis, se Nemesis (olika betydelser).
Nemesis är en typ av operativsystem som skapats med utgångspunkt i tidskritiska applikationer, särskilt multimedia, som kräver att en garanterad tjänstekvalitet (QoS) upprätthålls vid paketförmedlad kommunikation. 
Nemesis har utvecklats inom ramen för projekten Pegasus I och Pegasus II av universitetet i Cambridge, i samverkan med universitetet i Twente, universitetet i Glasgow, Swedish Institute of Computer Science och Citrix Systems.
Nemesis, betecknas numera som ett command-line network packet crafting and injection utility.